# A Guerra de Caliban
A Guerra de Caliban (Caliban's War) é um romance de ficção científica de 2012 de James S. A. Corey (pseudônimo de Daniel Abraham e Ty Franck), não publicado no Brasil. O enredo trata-se de um conflito no Sistema Solar que envolve a Terra, Marte e o Cinturão de Asteróides (colônias de pessoas que vivem em asteróides, chamadas de Cinturianos (Belters). 
É o segundo livro da série A Expansão e é precedido por Leviatã Desperta. O terceiro livro, Os Portões de Abadom (não publicado no Brasil), foi lançado em 4 de junho de 2013.  Um dos oito contos e novelas publicados por James S.A. Corey, intitulado Gods of Risk (Deuses do Risco), ocorre logo após os eventos de A Guerra de Caliban.

## Inspiração para o título
O titulo da obra deriva do personagem criado por William Shakespeare em sua obra "A Tempestade". Caliban é filho da bruxa Sycorax, sendo meio humano e meio monstro.
O título refere-se ao projeto que criou soldados híbridos de protomoléculas humanas e a guerra travada com e sobre eles.
Existe uma longa e histórica especulação sobre a inspiração de William Shakespeare para nomear seu personagem. 
Uma das sugestões mais proeminentes diz respeito a Caliban ser um anagrama da palavra espanhola caníbal (Carib people), a fonte de canibal em inglês. O personagem pode ser visto como uma sátira ao "Noble cannibal" dos Ensaios de Montaigne (A.30, "Of Cannibals")
Desde 1889, tem sido sugerido que Shakespeare pode ter nomeado Caliban em homenagem à cidade tunisiana Calibia (agora chamada Kelibia) que é vista em mapas do Mediterrâneo datados de 1529.

## Contexto
Dezoito meses após os eventos de Leviatã Desperta, o sistema solar está em um equilíbrio precário enquanto observa eventos desconhecidos acontecerem no planeta Vênus. A Terra e Marte ainda estão prontos para a batalha, enquanto alguns individuos não entenderam o aviso que o Incidente de Eros trouxe para a humanidade.

## Sinopse

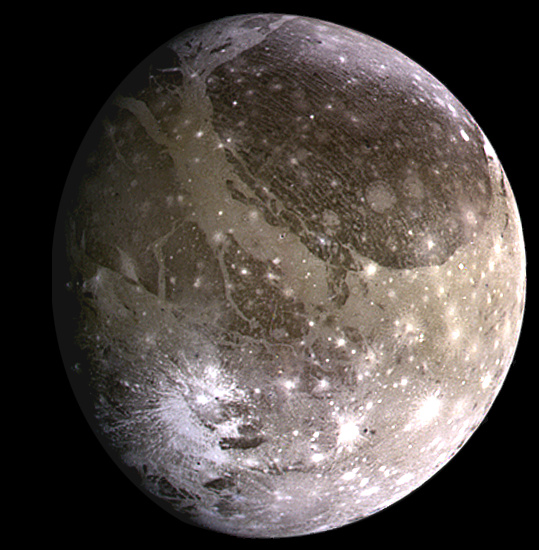
Ganimedes

Após averiguado que o verdadeiro responsável pelo conflito entre Terra e Marte era Jules-Pierre Mao através de sua empresa a Protogen Corporation, o sistema solar entra em um frágil cessar fogo, mas ainda mantendo os animos exaltados. O Cinturão não acredita que sua autonomia recem conquistada irá durar. 
Enquanto isso em Ganimedes, uma das luas de Júpiter e celeiro dos planetas exteriores um único super-soldado de estranho aspecto ataca, matando soldados da Terra e de Marte sob os olhos de Bobbie Draper uma fuzileira marciana, reacendendo os animos para a guerra. 
Na Terra, Chrisjen Avasarala luta para evitar que a guerra interplanetária se reacenda. 
Em Vênus, a protomolécula alienigena causa mudanças massivas e misteriosas no planeta, ameaçando se espalhar pelo sistema solar.
No Cinturão James Holden e a tripulação da Rocinante concordam em ajudar um cientista a procurar sua filha desaparecida, enquanto tentam descobrir se a humanidade está diante de uma invasão alienigena.

## Enredo resumido

### Prólogo
Em Ganimedes, uma lua joviana, celeiro dos planetas exteriores, e a principal maternidade dos planetas exteriores, Mei Meng, uma criança doente, é sequestrada de sua pré-escola por seu médico, Dr. Strickland, e uma mulher fingindo ser sua mãe. Eles a levam para um laboratório que contém uma caixa de vidro contendo uma pessoa infectada pela protomolécula.
Várias horas depois, fuzileiros da Terra e de Marte são atacados e mortos sem esforço por um supersoldado. A fuzileira marcina “Bobbie” Draper, testemunha o ataque e observa seis soldados da Terra fugindo do supersoldado infectado com a protomolécula. Bobbie atira no supersoldado enquanto ele rasga os fuzileiros navais com as próprias mãos, depois ataca Draper e pouco antes de mata-la explode em uma bola de fogo. Bobbie acorda dias depois em um hospital. Seus superiores não acreditam em sua história sobre o monstro até assistirem ao vídeo da câmera da sua arma.
Terra e Marte se acusam mutuamente pelo ataque e começam uma batalha em torno de Ganimedes fazendo com que um dos gigantescos espelhos orbitais, usados para direcionar a luz solar para as plantações, colida com a lua, destruindo o laboratório onde Praxidike Meng, engenheiro botânico, trabalhava. Meng foge enquanto a batalha ocorre e vai para a creche para recuperar sua filha em meio ao colapso social na colônia de Ganimedes. Na creche Meng descobre que sua filha foi levada por uma senhora que o sistema de computador confundiu com sua mãe, um caso suspeito de fraude e sequestro. Prax procura todos os dias entre todas as vítimas por sua filha, mas ela nunca aparece.
Vários meses depois, a tripulação do Rocinante é encarregada de entregar ajuda de emergência a Ganimedes.

### Terra
Chrisjen Avasarala, assistente do Subsecretário de Administração Executiva da Terra, está tentando evitar a guerra entre a Terra e Marte. Ela percebe que há um pico de atividade em torno de Vênus, onde a estação Eros infectada pela protomolécula caiu. Avasarala interroga Jules-Pierre Mao, pensando que sua filha possa tê-lo contatado sobre Vênus quando estava infectada. Mao não conta nada, mas deixa transparecer que sabe de algo. Chrisjen recebe um relatório da inteligência dizendo que Holden está em Ganimedes, e que o Almirante Nguyễn secretamente tem enviado naves terrestres para lá. Ela cobra alguns favores e traz de volta todas as naves, evitando assim uma nova guerra.
Ganimedes
Prax entrega sua comida a um hacker em troca dos vídeos da creche de Mei. Ele encontra os vídeos da mulher misteriosa e do médico, mas o hacker aproveita o desespero de Prax para extorqui-lo dizendo que não irá continuar exibindo o vídeo a não ser que Prax lhe dê mais frango.
Durante um tumulto ocorrido por falta de alimentos Prax reconhece Holden e pede para a sua equipe para lhe ajudar a encontrar sua filha. Com a ajuda de Amos e um pouco de frango Prax consegue o acesso aos vídeos. Os vídeos mostram os sequestradores de Mei levando-a para um corredor antigo e não utilizado pouco antes do início dos ataques.
Prax e a equipe da Rocinante seguem o corredor visto no vídeo e encontram um laboratório escondido. Ao entrarem no laboratório ocorre um tiroteio. No meio de um tiroteio com a segurança do laboratório, eles inadvertidamente liberam outro super soldado que mata alguns dos funcionários do laboratório. Na sequência da batalha, a tripulação encontra restos da protomolécula e o cadáver do amigo de Mei, que estava sendo tratado pelo médico de Mei por imunodeficiência. A tripulação corre para escapar da estação à medida que mais caos explode ao redor deles enquanto tentam voltar a bordo da Rocinante.
Do lado de fora de sua nave, eles são capturados por uma força de segurança da ONU enviada por Avasarala, mas conseguem escapar; no entanto, Ganimedes é atacada por armas nucleares, enquanto eles escapam após evitar torpedos disparados de aparentemente todas as naves em órbita.
Terra
O superior imediato de Avasarala, Sadavir Errinwright (Subsecretário de Administração Executiva da ONU), a coloca no projeto Vênus e lhe dá um cheque em branco. Ela rapidamente percebe que isso é apenas politicagem para tirá-la do conflito com Marte, presumivelmente pelo Almirante Nguyễn, já que ele de alguma forma conseguiu ainda mais naves para enviar a Ganimedes.
Draper é trazido para as negociações de paz entre a Terra e Marte que ocorrem na Terra, dando testemunho sobre o ataque do super soldado em Ganimedes. Ela viola o protocolo diplomático e é demitida pela delegação marciana, mas é contratada por Chrisjen Avasarala, que lidera as negociações da ONU. Avasarala pede para Draper ajudá-la a investigar Vênus e entrega todas as suas informações. Uma hora antes da luta em Ganimedes, a nave de guerra Arboghast em torno de Vênus é explodida – desmontada em camadas.
Rocinante
Na Rocinante, Holden e sua equipe descobre que, durante a fuga, um monstro abriu a porta do compartimento de carga com as próprias mãos e permaneceu escondido lá, no vácuo, por dias. Holden e Amos tentam atacá-lo, mas ele os ataca arremessando um palete em Holden prendendo-o. Amos atira algumas vezes e o monstro volta a hibernar.
Prax percebe que a protomolécula parece estar restrita ao seu hospedeiro, em vez de realocar suas partes como fez em Eros, e que está se alimentando de um vazamento de radiação no canto da nave. Prax joga uma isca radioativa e o monstro a segue para o espaço, deixando uma bomba no compartimento de carga. Alex faz uma queima completa do motor com a Rocinante, matando o monstro; no entanto, isso faz com que a bomba no compartimento de carga exploda, fazendo a nave girar e destruindo o reator e os propulsores.
Terra
Draper descobre que o assistente de Avasarala a está traindo, levando Avasarala a concluir que seus superiores da ONU estão tentando se livrar dela, do que ela deduz que um grupo dentro da ONU é responsável pelo ataque do super soldado. Chrisjen Avasarala diz a Bobbie que ela é a única pessoa totalmente confiável que resta em sua equipe e diz que ela deve acompanha-la. Ambas entram em um iate indo para Ganimedes em uma missão de socorro ostensiva.
Estação Tycho
A Rocinante chega a estação Tycho. Holden exige que Fred diga a ele se ele estava envolvido com Ganimedes; Fred o despede por sua constante insubordinação e diz "não" na saída. Surpreendentemente, Holden sente que um peso foi tirado de seu peito agora que ele está livre para aceitar qualquer trabalho que quiser.
Prax tenta arrecadar dinheiro para procurar Mei já não pode contratar ninguém; Amos fica surpreso e garante que eles já vão fazer isso. Holden transmite uma mensagem sobre a situação de Mei, Dr. Strickland e a protomolécula. Em poucas horas, o apelo reúne milhares em doações. Prax recebe uma mensagem com informações sobre o médico de Mei.
Prax junta observações e dados para levantar a hipótese de que Strickland (médico de Mei) sequestrou Mei por causa de seu sistema imunológico comprometido, já que não lutaria contra a protomolécula, da maneira que os monstros anteriores fizeram; eles foram projetados com uma bomba à prova de falhas, então, se ficarem fora de controle, podem ser destruídos; no entanto, a protomolécula eventualmente se adapta e ejeta a bomba.
Eles percebem que deve ter havido dois monstros em Ganimedes: o que eles acidentalmente soltaram quando invadiram o laboratório, e outro que presumivelmente foi solto apenas para ver o que aconteceria. Prax argumenta que os monstros devem ter sido enviados de algum lugar próximo, caso contrário eles teriam se adaptado e ejetado suas bombas. Ele segue a trilha do dinheiro através dos registros tarifários e conclui que eles devem estar na lua de Júpiter, Io. Com a Rocinante reparada, eles partem para recuperar Mei.
Rocinante
A bordo do iate, Avasarala vê o apelo de vídeo de Meng e descobre que um destacamento da ONU está indo para interceptar a Rocinante. A tripulação do iate a impede de avisar Holden, alegando que seus sistemas de comunicação estão quebrados. Quando eles recusam suas exigências para consertar o iate, Avasarala faz Draper assumir o controle da nave. Avasarala envia um aviso para Holden, e ela e Draper embarcam em uma corrida para se encontrar com a Rocinante.
Avasarala diz a Holden para encontrá-la e ele vem a bordo; ela explica a terrível situação em que eles estão. Percebendo que eles estão a vários dias de serem destruídos pelo destacamento da ONU, Avasarala convence a tripulação a deixá-la enviar essas informações para seus contatos dentro da ONU para evitar uma guerra total. Eles decidem produzir um vídeo explicando que ela está lá em nome da ONU para se encontrar com Holden e um representante de Marte (Bobbie) como uma investigação multilateral de Ganimedes. Ela mostra os dados de Vênus e Prax percebe ainda que Vênus está se comunicando com os monstros em tempo real - um aprende o que o outro aprende.
Avasarala coloca todas essas informações em um vídeo e envia para ONU; no entanto, em vez de recuar, as naves de guerra seguem em direção a eles ainda mais rápido. Avasarala envia a informação para os almirantes Souther e Leniki, em quem ela confia. Bobbie sugere que eles façam um apelo aos marcianos por apoio; Avasarala diz a eles que está sendo atacada por um elemento desonesto da Marinha da ONU durante uma missão de manutenção da paz em Júpiter, e requer sua ajuda. Draper e Avasarala convencem a frota marciana a ajudar a proteger a Rocinante. Isso culmina em uma batalha espacial entre o destacamento da ONU, as forças marcianas e uma segunda frota da ONU leal a Avasarala. A batalha termina em vitória para os marcianos e a facção de Avasarala.

### Epílogo
Após a batalha todos pousam em IO, onde Amos e Meng resgatam Mei junto com outras crianças imunodeficientes.
Draper mata um super soldado usando o conhecimento sobre suas capacidades. A tripulação volta para Luna, onde os responsáveis pelo projeto do super soldado são levados à justiça. Avasarala é promovida, Meng é contratado para supervisionar os esforços para restaurar Ganimedes, Draper retorna a Marte e a Rocinante aceita um contrato para escoltar uma nave de suprimentos.
Fred Johnson, em uma demonstração de suas capacidades nucleares, bombardeia os monstros de protomoléculas com mísseis quando eles chegam perto da estação Tycho. Isso faz com que Vênus reaja violentamente atirando filamentos negros de milhares de quilômetros de comprimento, maiores que a Estação Ceres ou Ganimedes, para fora da superfície e para o espaço, afastando naves estelares do caminho como mosquitos. A coleção semi-inteligente de produtos químicos voa para longe de Vênus contruindo uma espécie de anel além da órbita de Urano.
Detetive Miller, coberto de manchas azuis, aparece para Holden e diz "precisamos conversar".

## Personagens

### Personagens com ponto de vista
- Mei (prólogo)
- Bobbie (11 capitulos)
- Holden (17 capitulos, epilogo)
- Prax (14 capitulos)
- Avasarala (12 capitulos)

### Exegese
- James Holden é o capitão da Rocinante, uma nave de guerra marciana recuperada. Ele e sua equipe trabalharam para a APE (Outer Planets Alliance - Aliança de Planetas Exteriores) por 18 meses desde o que ficou conhecido como o Incidente de Eros, e o trabalho simplesmente não parece certo. Ao ajudar um botânico na busca por sua filha, Holden se depara com sinais de que as pessoas ainda estão tentando domar a protomolécula, e a ameaça chega muito perto de casa. Rompendo seus laços com a APE, ele se torna uma peça cada vez mais importante no jogo de xadrez de quatro vias para quem comandará o sistema solar.
- Chrisjen Avasarala é uma alta funcionária da ONU que sabe como fazer as coisas. Conectada a todas as fontes de informação, ela monitora simultaneamente eventos na Terra, Marte, Ganimedes e Vênus, embora o último seja o mais difícil de prever o que acontecerá a seguir. Vendo as mudanças chegando, mas não conseguindo entender completamente o que elas significam, ela aceita um posto que a afasta da ação sabendo que está desempenhando o papel esperado até a hora de fazer o inesperado. Então, ela conhece James Holden pela primeira vez a bordo de sua nave, tentando desarmar uma guerra.
- Bobbie Draper é uma fuzileira da marinha marciana alocada em Ganimedes, uma das maiores luas de Júpiter e conhecida como o celeiro dos planetas exteriores. Depois de testemunhar a derrota brutal e a destruição das forças militares de ambos os lados de um conflito por terceiros, ela é levada à Terra para participar de negociações de paz, mas não segue a linha do partido e tem problemas com seus líderes. Agora ajudando Chrisjen Avasarala, ela deve se adaptar rapidamente à política interplanetária e às intrigas de escritório. Mais tarde, movendo seus deveres para o espaço, seu treinamento militar vem a calhar mais uma vez.
- Praxidike Meng é um botânico que trabalha em Ganimedes quando as tensões explodem. Sua filha foi perdida no meio do caos e ele encontra informações de que ela foi retirada de sua creche antes do caos. Ele tenta encontrá-la e se apega a James Holden como uma fonte de esperança. Eventualmente tornando-se o rosto da crise em Ganimedes, seus esforços para encontrar os sequestradores de sua filha têm ramificações interestelares.[1]

## Traduções pelo mundo
O livro não foi publicado no Brasil
- Alemão: Calibans Krieg (2013)
- Russo: Война Калибана (2013)
- Bulgaro: Войната на Калибан (2013)
- Turco: Caliban'ın Savaşı (2013)
- Servio: Kalibanov rat (2013)
- Tcheco: Kalibánova válka (2014)
- Hungaro: Kalibán háborúja (2014)
- Italiano: Caliban - La guerra (2015)
- Francês: La Guerre de Caliban (2015)
- Holandês: Calibans strijd (2015)
- Coreano: 칼리반의: 전쟁 (2017)
- Croata: Kalibanov rat (2017)
- Espanhol: La Guerra de Calibán (2018)
- Romeno: Războiul lui Caliban (2018)
- Polonês: Wojna Kalibana (2018)
- Ucraniano: Війна Калібана (2021)[11]
- Grego: Ο πόλεμος του Κάλιμπαν (2022)[12]

## Série

### Romances
| Número | Título                  | Páginas | Áudio   | Data da Publicação Original | ISBN              |
| ------ | ----------------------- | ------- | ------- | --------------------------- | ----------------- |
| 1      | Leviatã Desperta        | 592     | 20h 56m | 15/06/2011                  | 978-0-316-12908-4 |
| 2      | A Guerra de Caliban     | 595     | 21h     | 25/06/2012                  | 978-0-316-12906-0 |
| 3      | Os Portões de Abadom    | 539     | 19h 42m | 04/06/2013                  | 978-0-316-12907-7 |
| 4      | O Incêndio de Cibola    | 583     | 20h 7m  | 17/06/2014                  | 978-0-316-21762-0 |
| 5      | Ardil de Nemesis        | 544     | 16h 44m | 02/06/2015                  | 978-0-316-21758-3 |
| 6      | Cinzas da Babilônia     | 608     | 19h 58m | 06/12/2016                  | 978-0-316-33474-7 |
| 7      | Desenredo de Persépolis | 560     | 20h 34m | 05/12/2017                  | 978-0-316-33283-5 |
| 8      | Ira de Tiamate          | 544     | 19h 8m  | 26/03/2019                  | 978-0-316-33286-6 |
| 9      | Leviatã Adormece        | 528     | 19h 40m | 30/11/2021                  | 978-0-316-33291-0 |